# East Kabika River
East Kabika River är ett vattendrag i Kanada.   Det ligger i provinsen Ontario, i den sydöstra delen av landet, 500 km nordväst om huvudstaden Ottawa.
I omgivningarna runt East Kabika River växer i huvudsak blandskog. Trakten runt East Kabika River är nära nog obefolkad, med mindre än två invånare per kvadratkilometer.